# Aéroport Ferdinand Lumban Tobing
L'aéroport Dr Ferdinand Lumban Tobing (aussi connu comme Aéroport Pinangsori) (code IATA : FLZ • code OACI : WIMS) est un aéroport desservant la ville de Sibolga dans le Nord de Sumatra en Indonésie.

## Compagnies aériennes et destinations
| Compagnies                             | Destinations                               |
| -------------------------------------- | ------------------------------------------ |
| Garuda Indonesia opéré par Explore     | Medan-Kualanamu                            |
| Garuda Indonesia opéré par Explore Jet | Djakarta-S.-Hatta                          |
| Susi Air                               | Lasondre, Gunungsitoli, Simpang Ampek (en) |
| Wings Air                              | Medan-Kualanamu                            |

Édité le 08/03/2018